# 선전 (사회학)

제1차 세계 대전 중 미국의 군인 모집을 위한 선전 포스터

선전(宣傳, 영어: propaganda, 러시아어: Пропаганда, 프로파간다)은 일정한 의도를 갖고 세론(여론; 공론)을 조작하여 사람들의 판단이나 행동을 특정한 방향으로 이끌어 가는 것이다.
선전의 주체는 정부·혁명 제조직·노동자·시민 혹은 기업 등 정치적인 것으로부터 상업적인 것까지를 포함한다. 상업적 선전은 상품의 판매를 목적으로 하며 시민적 선전에는 교통 안전이나 범죄 방지, 시민 단체의 운동 등에 관한 것이 있다. 정치적 선전은 직접 정치적인 문제에 대한 선전이었다. 신문·라디오·텔레비전 등의 발달에 의해 정치 선전의 대상은 확대되고 기술도 고도화되어 있다.

## 정치
정치선전은 정치적 사회화(政治的社會化)의 일면으로 취급할 수 있으나, 보통은 선전과 교육의 상위로서 들 수 있는 것은 선전의 경우 의도적인 심벌 조작('평화'·'자유'·'민주주의'라고 하는 심벌을 통해 사회를 통제하는 양식)에 의해서 타인의 사상이나 행동에 이 편의 요구하는 것 같은 영향을 주고자 하는 것이 주안(主眼)이며 따라서 미리 준비된 의논이나 특정한 심벌만을 쓴다고 하는 경향이 있는 데 반해서 교육의 경우에는 어떠한 문제에 관해 여러 가지 면을 제시하고 받는 편에게 판단이나 결정을 맡긴다고 하는 특징을 갖는 것이다. 다만 어느 사회에서는 자명(自明)한 것으로서 교육된 것도 다른 사회에서는 선전이라고 생각되는 일도 있다. 예를 들면 공산주의 사회에서의 정치교육은 비공산주의 국가에서는 정치선전으로서 받아들이는 경우가 그것이다. 또 레닌(1870-1924)과 같이 선전과 선동을 구별하여, 선전이란 지적 소수자(知的小數者)에 대한 이론적 설득임에 반하여, 선동이란 무교육의 대중에 대한 정서적인 슬로건의 사용이라고 규정하는 사람도 있다.

### 정치선전의 효과
매스 미디어가 발달한 오늘날의 사회에는 상업적인 광고나 선전을 이용해서 어느 틈엔가 의식의 심층(深層)이나 무의식의 세계에까지 침투해 우리의 가치나 취미를 바꿀 수 있는 기술이 발달했다. 많은 사람들은 이러한 기술을 정치의 세계에 응용하여 정치선전의 효과를 올릴 수 없는가를 생각하게 되었다. 그러나 상업광고와 달라서 정치선전 편이 그 효과에 있어서는 상당히 한정되어 있는 것이 지적되고 있다. 왜냐하면 매스미디어를 쓰는 정치선전은 사람들 사이에 벌써 존재하고 있는 기호(嗜好)나 가치를 강화하든지 반복하든지 해서 확인시키는 것에는 유효하지만 지금까지와는 전혀 다른 새로운 가치를 주입시키는 데는 그다지 효과가 없기 때문이다.
상업선전의 경우에 화장을 근본적인 가치로 인정하고 있는 여성에게 어느 브랜드의 상품을 사용하도록 유도하는 광고는 효과가 있으나, 정치의 경우에는 예컨대 사회주의를 전혀 인정하지 않는 사람에게 사회주의의 선전을 해봐야 그 사람의 근본적 태도를 변경시키는 것은 쉽지 않다. 여러 가지 실증적인 연구의 결과 정치선전은 보통 생각하는 것보다는 효과가 적다는 것이 증명되었다. 그와 함께 사람들 사이에 사회적·심리적 불안이 증대하여 종래의 가치체계가 의문시될 것 같은 상황 아래서는 정치선전의 효과가 증대하는 것은 말할 것도 없다. 특히 그 선전 내용이 사람들이 구하는 새로운 가치를 체현(體現)하고 있는 경우에는 한층 강력한 효과를 볼 수 있다. 이상 고찰한 것 같은 한계를 갖는 데도 불구하고 세뇌나 정치선전은 장래의 기술적 발전에 의해 그 한계를 극복하여 더 한층 강력하고 두려운 것이 될지도 모른다. 정치적 사회화의 문제영역은 금후 더욱 중요함을 더해 갈 것이다.

## 참고 자료
- 이 문서에는 다음커뮤니케이션(현 카카오)에서 GFDL 또는 CC-SA 라이선스로 배포한 글로벌 세계대백과사전의 내용을 기초로 작성된 글이 포함되어 있습니다.

## 같이 보기
- 리더십 & 팔로워십
- 군중심리학
- 선동
- 미디어
- 역정보